# جنگل افسون‌شده
جنگل افسون‌شده (انگلیسی: The Enchanted Forest؛ ‏اسپانیایی: El bosque animado‎) یک فیلم فانتزی-کمدی اسپانیایی به کارگردانی خوزه لوئیس کوئردا است که در سال ۱۹۸۷ منتشر و در همان سال برندهٔ جایزه گویا برای بهترین فیلم و بهترین بازیگر مرد شد.

## گزیدهٔ بازیگران
- آلفردو لاندا
- تیتو والورده
- میگل ریان
- آمپارو بارو
- فرناندو ری
- مانوئل الکساندره
- انکارنا پاسو
- ماریا ایسبرت
- لوئیس سیخس
- آنتونیو گامرو